# هروبیتسه (ناحیه زلین)
هروبیتسه (به چکی: Hrobice) یک منطقهٔ مسکونی در جمهوری چک است که در ناحیه زلین واقع شده‌است. هروبیتسه ۴٫۴۴ کیلومتر مربع مساحت و ۴۷۸ نفر جمعیت دارد و ۳۹۰ متر بالاتر از سطح دریا واقع شده‌است.